# 短喙毛茛
短喙毛茛（学名：Ranunculus meyerianus），为毛茛科毛茛属下的一个种。

## 扩展阅读
維基物種上的相關：短喙毛茛